# عبد القادر بن عيادة
عبد القادر بن عيادة (5 مايو 1982 بفرندة في الجزائر - ) هو سياسي ولاعب كرة قدم جزائري في مركز الدفاع. شارك مع منتخب الجزائر تحت 23 سنة لكرة القدم. أما مع النوادي، فقد لعب مع اتحاد البليدة واتحاد الجزائر وجمعية وهران ومولودية قسنطينة ومولودية وهران.

## روابط خارجية
- عبد القادر بن عيادة على موقع قاعدة بيانات كرة القدم.إي يو (الإنجليزية)
- عبد القادر بن عيادة على موقع Soccerway.com (الإنجليزية)